# Final Frontier (musique)
Singles de MC Ren
Mayday On The Frontline
(1993)
Final Frontier est une chanson du rappeur MC Ren sortie en septembre 1992, issue de l'EP Kizz My Black Azz.
Cette chanson est le premier single de MC Ren, qui lui permettra de débuter une carrière solo et de se faire un nom.